# زافورا

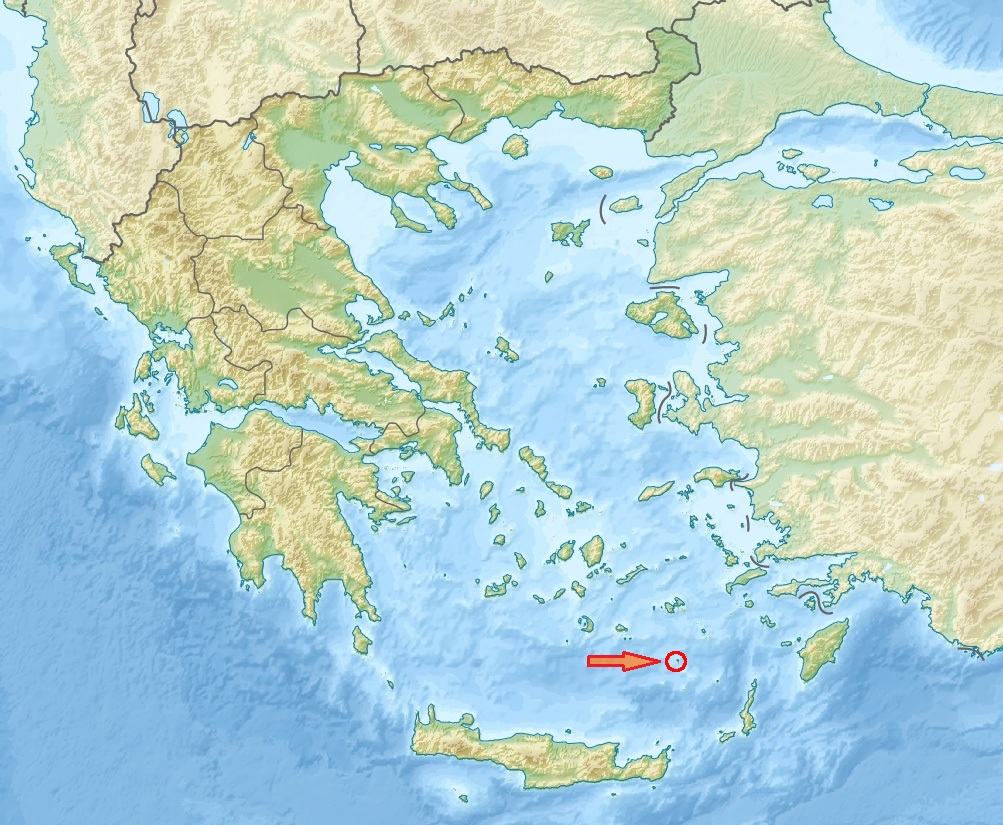

زافورا (زافوراس)(یونانی: Ζαφοράς) جزیره‌ای کوچک متعلق به یونان در بخش جنوبی زنجیره جزایر دودکانس است، که در حدود ۴۰ کیلومتر (۲۵ مایل) در جنوب جزیره آستی‌پالایا قرار دارد. بر اساس سرشماری یونان در سال ۲۰۲۱، جمعیت آن یک نفر است.